# Archiprezbiterat sanocki
Archiprezbiterat sanocki – jednostka organizacyjna archidiecezji przemyskiej. Archiprezbiterem jest ks. prał. Józef Niżnik.
Archiprezbiterat został powołany 27 stycznia 1978 roku dekretem bpa Ignacego Tokarczuka.

## Skład archiprezbiteriatu
- Dekanat Brzozów
- Dekanat Domaradz
- Dekanat Grabownica
- Dekanat Jaćmierz
- Dekanat Rzepedź
- Dekanat Sanok I
- Dekanat Sanok II